# Catherine Herbert
Lady Catherine Herbert, contessa di Dunmore (Londra, 31 ottobre 1814 – Inveresk, 12 febbraio 1886), è stata una nobildonna inglese.

## Biografia
Era una figlia di George Herbert, XI conte di Pembroke, e della sua seconda moglie, la contessa Ekaterina Vorontsov, figlia di Semyon Romanovich Vorontsov, ambasciatore russo presso la Corte di St. James's.

## Matrimonio
Il 27 maggio 1836, sposò Alexander Murray. Egli succedette a suo padre, nella contea di Dunmore, pochi mesi dopo. La coppia ebbe quattro figli:
- Lady Susan Catherine Mary (1837-1915), sposò, il 29 novembre 1860, James Carnegie, IX conte di Southesk come sua seconda moglie, ebbero sette figli;
- Lady Constance Eufemia Woronzow (1838-1922), sposò William Buller-Fullerton-Elphinstone, XV Lord Elphinstone;
- Charles Murray, VII conte di Dunmore (1841-1907);
- Lady Victoria Alexandrina (1845-1911), sposò Rev. Henry Cunliffe (1826-1894).

Nel 1841, venne nominata Lady of the Bedchamber della regina Vittoria ma si dimise dopo la morte del marito, quattro anni dopo. Dopo la sua morte, ereditò 150.000 acri (610 km²) nell '"isola" di Harris.
Durante le difficoltà economiche della carestia delle patate nelle Highland (1846-1847), Lady Dunmore promosse lo sviluppo di "Harris Tweed", un particolare tipo di tessuto in tweed prodotto a mano, proveniente dalle Ebridi Esterne, una serie di isole al largo della costa occidentale della Scozia.

## Morte
La contessa morì, all'età di 71 anni, il 12 febbraio 1886 a Carberry Tower, Inveresk, e fu sepolta a Dunmore, Stirlingshire.

## Ascendenza
|                                      |                             |                                          | Genitori                                    |  |  | Nonni |  |  | Bisnonni                            |  |  | Trisnonni                              |  |
|                                      |                             |                                          |                                             |  |  |       |  |  | Henry Herbert, IX conte di Pembroke |  |  | Thomas Herbert, VIII conte di Pembroke |  |
|                                      |                             |                                          |                                             |  |  |       |  |  | Henry Herbert, IX conte di Pembroke |  |  | Thomas Herbert, VIII conte di Pembroke |  |
|                                      |                             | Margaret Sawyer                          |                                             |  |  |       |  |  | Henry Herbert, IX conte di Pembroke |  |  |                                        |  |
| Henry Herbert, X conte di Pembroke   |                             |                                          |                                             |  |  |       |  |  | Henry Herbert, IX conte di Pembroke |  |  |                                        |  |
|                                      |                             | Mary FitzWilliam                         | Richard FitzWilliam, V visconte FitzWilliam |  |  |       |  |  |                                     |  |  |                                        |  |
|                                      |                             | Mary FitzWilliam                         | Richard FitzWilliam, V visconte FitzWilliam |  |  |       |  |  |                                     |  |  |                                        |  |
|                                      |                             | Mary FitzWilliam                         | Frances Shelley                             |  |  |       |  |  |                                     |  |  |                                        |  |
| George Herbert, XI conte di Pembroke |                             | Mary FitzWilliam                         |                                             |  |  |       |  |  |                                     |  |  |                                        |  |
|                                      |                             | Charles Spencer, III duca di Marlborough | Charles Spencer, III conte di Sunderland    |  |  |       |  |  |                                     |  |  |                                        |  |
|                                      |                             | Charles Spencer, III duca di Marlborough | Charles Spencer, III conte di Sunderland    |  |  |       |  |  |                                     |  |  |                                        |  |
|                                      |                             | Charles Spencer, III duca di Marlborough | Anne Churchill                              |  |  |       |  |  |                                     |  |  |                                        |  |
| Elizabeth Spencer                    |                             | Charles Spencer, III duca di Marlborough |                                             |  |  |       |  |  |                                     |  |  |                                        |  |
|                                      |                             | Elizabeth Trevor                         | Thomas Trevor, II barone Trevor             |  |  |       |  |  |                                     |  |  |                                        |  |
|                                      |                             | Elizabeth Trevor                         | Thomas Trevor, II barone Trevor             |  |  |       |  |  |                                     |  |  |                                        |  |
|                                      |                             | Elizabeth Trevor                         | Elizabeth Burrell                           |  |  |       |  |  |                                     |  |  |                                        |  |
| Catherine Herbert                    |                             | Elizabeth Trevor                         |                                             |  |  |       |  |  |                                     |  |  |                                        |  |
|                                      | Roman Illarionovič Voroncov | Illarion Gawrilowič Voroncov             |                                             |  |  |       |  |  |                                     |  |  |                                        |  |
|                                      | Roman Illarionovič Voroncov | Illarion Gawrilowič Voroncov             |                                             |  |  |       |  |  |                                     |  |  |                                        |  |
|                                      | Roman Illarionovič Voroncov | Anna Grigoryevna Maslova                 |                                             |  |  |       |  |  |                                     |  |  |                                        |  |
| Semën Romanovič Voroncov             | Roman Illarionovič Voroncov |                                          |                                             |  |  |       |  |  |                                     |  |  |                                        |  |
|                                      |                             | Marfa Ivanovna Surmina                   | Ivan Mikhailovič Surmin                     |  |  |       |  |  |                                     |  |  |                                        |  |
|                                      |                             | Marfa Ivanovna Surmina                   | Ivan Mikhailovič Surmin                     |  |  |       |  |  |                                     |  |  |                                        |  |
|                                      |                             | Marfa Ivanovna Surmina                   | Fedosya Artemyevna Surmina                  |  |  |       |  |  |                                     |  |  |                                        |  |
| Ekaterina Semënovna Voroncova        |                             | Marfa Ivanovna Surmina                   |                                             |  |  |       |  |  |                                     |  |  |                                        |  |
|                                      |                             | Aleksej Naumovič Senjavin                | Naum Akimovič Senjavin                      |  |  |       |  |  |                                     |  |  |                                        |  |
|                                      |                             | Aleksej Naumovič Senjavin                | Naum Akimovič Senjavin                      |  |  |       |  |  |                                     |  |  |                                        |  |
|                                      |                             | Aleksej Naumovič Senjavin                | Nenilla Fyodorovna Yazykova                 |  |  |       |  |  |                                     |  |  |                                        |  |
| Ekaterina Alekseevna Senjavina       |                             | Aleksej Naumovič Senjavin                |                                             |  |  |       |  |  |                                     |  |  |                                        |  |
|                                      |                             | Anna Elisabeth von Bradke                | Heinrich Niklas von Bradke                  |  |  |       |  |  |                                     |  |  |                                        |  |
|                                      |                             | Anna Elisabeth von Bradke                | Heinrich Niklas von Bradke                  |  |  |       |  |  |                                     |  |  |                                        |  |
|                                      |                             | Anna Elisabeth von Bradke                | Justina Susanna Berrens                     |  |  |       |  |  |                                     |  |  |                                        |  |
|                                      |                             | Anna Elisabeth von Bradke                |                                             |  |  |       |  |  |                                     |  |  |                                        |  |